# Gilly, Vaud
Gilly är en ort och  kommun i distriktet Nyon i kantonen Vaud, Schweiz. Kommunen har 1 472 invånare (2023).